# 1402

## Události
- 6. březen – Zikmund Lucemburský zajal Václava IV., na podzim jej pak odvlekl do Vídně
- 14. březen – Jan Hus začal kázat v Betlémské kapli
- 26. červen – bitva u Casalecchia, Gian Galeazzo Visconti, vévoda milánský, porazil vojska Bologny
- 20. července – Tamerlán rozdrtil osmanská vojska u Ankary a smetl turecké državy v Malé Asii. V Osmanské říši následovalo několik let bojů mezi následníky (Bitva u Ankary)
- 14. září – Bitva u Homildon Hill, severoanglická šlechta odrazila velký skotský nájezd

### Probíhající události
- 1399–1402 – Kampaň ťing-nan
- 1402–1413 – Osmanské interrengnum

## Věda a kultura
- napsány nejstarší dochované písemné památky s glosy v Kašubštině

## Narození
- 23. listopadu – Jean de Dunois, francouzský šlechtic a vojevůdce († 1468)
- ? – Eleonora Aragonská, manželka portugalského krále Eduarda I. († 19. února 1445)
- ? – Diogo Gomes, portugalský mořeplavec († po 1482?)
- ? – Cchao Naj, politik čínské říše Ming († 1. září 1449)
- ? – Humphrey Stafford, 1. vévoda z Buckinghamu, anglický šlechtic, účastník války růží († 1460)

## Úmrtí
- 26. března – Đavid Stuart, vévoda z Rothesay a skotský korunní princ (* 1378)
- 11. června – Klaus Störtebeker, německý pirát v oblasti Baltského a Severního moře (* kolem 1360)
- 1. srpna – Edmund Langley, 1. vévoda z Yorku, anglický princ (* 1341)
- 13. července – Ťien-wen, čínský císař (* 5. prosince 1377)
- 3. září – Gian Galeazzo Visconti, milánský vévoda a vládce (* 1351)
- 3. května – João Anes, první arcibiskup lisabonský (* ?)

## Hlavy států
- České království – Václav IV.
- Moravské markrabství – Jošt Moravský
- Svatá říše římská – Ruprecht III. Falcký
- Papež – Bonifác IX.
- Anglické království – Jindřich IV.
- Francouzské království – Karel VI.
- Polské království – Vladislav II. Jagello
- Uherské království – Zikmund Lucemburský
- Byzantská říše – Manuel II. Palaiologos a Jan VII. Palaiologos